# Ошибка
Оши́бка — непреднамеренное, случайное отклонение от правильных действий, поступков, мыслей, разница между ожидаемой или измеренной и реальной величиной.
Классификации ошибок были даны Аристотелем («О софистических опровержениях»), Ричардом Уэйтли («Элементы логики»), Джоном Стюартом Миллем («Логика»). Джордж Армитаж Миллер в своей работе в 1960 году определил ошибку как все отклонения фактического состояния некоторого объекта от целевого состояния.